# Ashland (Montana)
Ashland – jednostka osadnicza w Stanach Zjednoczonych, w stanie Montana, w hrabstwie Rosebud.